# Singles número um na Canadian Hot 100 em 2013
Este anexo lista os singles que alcançaram a primeira posição na Canadian Hot 100 em 2013. A tabela é publicada semanalmente pela revista Billboard que classifica as vendas físicas e digitais das canções no Canadá, além de sua popularidade nas rádios locais, a partir de dados recolhidos pela Nielsen SoundScan.

## Histórico
| Data            | Álbum                   | Artista                                   | Referências |
| --------------- | ----------------------- | ----------------------------------------- | ----------- |
| 5 de janeiro    | "Locked Out of Heaven"  | Bruno Mars                                | [ 2 ]       |
| 12 de janeiro   | "Scream & Shout"        | will.i.am com Britney Spears              | [ 3 ]       |
| 19 de janeiro   | "Scream & Shout"        | will.i.am com Britney Spears              | [ 4 ]       |
| 26 de janeiro   | "Scream & Shout"        | will.i.am com Britney Spears              | [ 5 ]       |
| 2 de fevereiro  | "Scream & Shout"        | will.i.am com Britney Spears              | [ 6 ]       |
| 9 de fevereiro  | "Thrift Shop"           | Macklemore & Ryan Lewis com Wanz          | [ 7 ]       |
| 16 de fevereiro | "Thrift Shop"           | Macklemore & Ryan Lewis com Wanz          | [ 8 ]       |
| 23 de fevereiro | "Thrift Shop"           | Macklemore & Ryan Lewis com Wanz          | [ 9 ]       |
| 2 de março      | "Thrift Shop"           | Macklemore & Ryan Lewis com Wanz          | [ 10 ]      |
| 9 de março      | "Thrift Shop"           | Macklemore & Ryan Lewis com Wanz          | [ 11 ]      |
| 16 de março     | "Thrift Shop"           | Macklemore & Ryan Lewis com Wanz          | [ 12 ]      |
| 23 de março     | "Stay"                  | Rihanna com Mikky Ekko                    | [ 13 ]      |
| 30 de março     | "Stay"                  | Rihanna com Mikky Ekko                    | [ 14 ]      |
| 6 de abril      | "Stay"                  | Rihanna com Mikky Ekko                    | [ 15 ]      |
| 13 de abril     | "Just Give Me a Reason" | Pink com Nate Ruess                       | [ 16 ]      |
| 20 de abril     | "Just Give Me a Reason" | Pink com Nate Ruess                       | [ 17 ]      |
| 27 de abril     | "Just Give Me a Reason" | Pink com Nate Ruess                       | [ 18 ]      |
| 4 de maio       | "Just Give Me a Reason" | Pink com Nate Ruess                       | [ 19 ]      |
| 11 de maio      | "Just Give Me a Reason" | Pink com Nate Ruess                       | [ 20 ]      |
| 18 de maio      | "Just Give Me a Reason" | Pink com Nate Ruess                       | [ 21 ]      |
| 25 de maio      | "Just Give Me a Reason" | Pink com Nate Ruess                       | [ 22 ]      |
| 1º de junho     | "Blurred Lines"         | Robin Thicke com T.I. e Pharrell Williams | [ 23 ]      |
| 8 de junho      | "Blurred Lines"         | Robin Thicke com T.I. e Pharrell Williams | [ 24 ]      |
| 15 de junho     | "Blurred Lines"         | Robin Thicke com T.I. e Pharrell Williams | [ 25 ]      |
| 22 de junho     | "Blurred Lines"         | Robin Thicke com T.I. e Pharrell Williams | [ 26 ]      |
| 29 de junho     | "Blurred Lines"         | Robin Thicke com T.I. e Pharrell Williams | [ 27 ]      |
| 6 de julho      | "Blurred Lines"         | Robin Thicke com T.I. e Pharrell Williams | [ 28 ]      |
| 13 de julho     | "Blurred Lines"         | Robin Thicke com T.I. e Pharrell Williams | [ 29 ]      |
| 20 de julho     | "Blurred Lines"         | Robin Thicke com T.I. e Pharrell Williams | [ 30 ]      |
| 27 de julho     | "Blurred Lines"         | Robin Thicke com T.I. e Pharrell Williams | [ 31 ]      |
| 3 de agosto     | "Blurred Lines"         | Robin Thicke com T.I. e Pharrell Williams | [ 32 ]      |
| 10 de agosto    | "Blurred Lines"         | Robin Thicke com T.I. e Pharrell Williams | [ 33 ]      |
| 17 de agosto    | "Blurred Lines"         | Robin Thicke com T.I. e Pharrell Williams | [ 34 ]      |
| 24 de agosto    | "Blurred Lines"         | Robin Thicke com T.I. e Pharrell Williams | [ 35 ]      |
| 31 de agosto    | "Roar"                  | Katy Perry                                | [ 36 ]      |
| 7 de setembro   | "Roar"                  | Katy Perry                                | [ 37 ]      |
| 14 de setembro  | "Roar"                  | Katy Perry                                | [ 38 ]      |
| 21 de setembro  | "Roar"                  | Katy Perry                                | [ 39 ]      |
| 28 de setembro  | "Wrecking Ball"         | Miley Cyrus                               | [ 40 ]      |
| 5 de outubro    | "Roar"                  | Katy Perry                                | [ 41 ]      |
| 12 de outubro   | "Royals"                | Lorde                                     | [ 42 ]      |
| 19 de outubro   | "Royals"                | Lorde                                     | [ 43 ]      |
| 26 de outubro   | "Royals"                | Lorde                                     | [ 44 ]      |
| 2 de novembro   | "Royals"                | Lorde                                     | [ 45 ]      |
| 9 de novembro   | "Royals"                | Lorde                                     | [ 46 ]      |
| 16 de novembro  | "The Monster"           | Eminem com Rihanna                        | [ 47 ]      |
| 23 de novembro  | "Royals"                | Lorde                                     | [ 48 ]      |
| 30 de novembro  | "The Monster"           | Eminem com Rihanna                        | [ 49 ]      |
| 7 de dezembro   | "The Monster"           | Eminem com Rihanna                        | [ 50 ]      |
| 14 de dezembro  | "Timber‎"                | Pitbull com Kesha                         | [ 51 ]      |
| 21 de dezembro  | "Timber‎"                | Pitbull com Kesha                         | [ 52 ]      |
| 28 de dezembro  | "Timber‎"                | Pitbull com Kesha                         | [ 53 ]      |